# ミカエル・マニケ
ミカエル・マニケ（Michael Manniche, 1959年7月17日 - ）は、デンマーク出身の元サッカー選手である。FWとして活躍し、ポルトガルのベンフィカでは「生ける伝説」の一人として讃えられている。

## 経歴
1977年にブレンスホイBKでサッカー選手としてのキャリアをスタートさせ、1980年にヴィズオウアIFに移籍した。すると同年のデンマークカップ、また翌年のデンマーク・チャンピオンシップでクラブの優勝に貢献し、1981年8月のフィンランド代表戦でデンマーク代表デビューを果たした。
1983年にポルトガルの強豪で、当時国内リーグ連覇を目指していたSLベンフィカへ、自身初の国外移籍をした。マニケは移籍初年度からクラブのリーグ連覇に貢献すると、1985年のタッサ・デ・ポルトガル決勝でFCポルト相手に2ゴールを挙げ、優勝へ導くなどの活躍を見せた。ベンフィカでは、132試合出場で75ゴールを挙げた。
1987年に母国デンマークへ戻り、ボルドクルッベン1903へ入団。1992年7月1日にボルドクルッベン1903がコペンハーゲン・ボルドクラブと合併し、FCコペンハーゲンとなった後も引き続き在籍し、合併初年度のデンマーク・スーペルリーガ制覇に貢献した。1994年4月17日にいったん現役引退し、小さなアマチュアクラブのコーチを務めていたが、1996年に古巣・コペンハーゲンのコーチとして招聘された。ところが、この年クラブが成績不振に陥ったため、マニケは37歳にして急きょ現役復帰し、4試合に出場した。FCコペンハーゲンでは49試合に出場し、12ゴールを挙げた。
元ポルトガル代表のヌーノ・リカルド・オリベイラ・リベイロのニックネーム「マニシェ」は、彼に因んでつけられたものである（一部サポーターはマニシェのことをマニケと呼ぶこともある）。

## 獲得タイトル
ヴィドーヴェIF
- デンマーク・スーペルリーガ : 1981
- デンマーク・カップ：1979-80

SLベンフィカ
- スーペル・リーガ : 1983-84, 1986-87
- タッサ・デ・ポルトガル : 1984-85, 1985-86, 1986-87
- ポルトガル・スーパーカップ : 1985

FCコペンハーゲン
- デンマーク・スーペルリーガ : 1992-93